# Albó de muntanya
L'albó de muntanya (Asphodelus albus, del grec asphódelos -asfòdel, nom d'aquesta planta-; i del llatí albus, 'blanc') és una planta que prolifera en prats i matollars d'indrets assolellats i arrecerats del vent de l'estatge subalpí. És una planta herbàcia, perenne, de fins a 1,2 m d'alçària, amb un aparell radical constituït per diversos tubercles allargassats. Les fulles són de secció triangular, llargues i d'1 a 3 cm d'amplada. Les flors són de 3 a 5 cm de diàmetre amb 6 tèpals blancs, amb el nervi central de color púrpura, envoltades de bràctees de color bru fosc, reunides en grans inflorescències d'una gran bellesa. La floració s'esdevé de maig a agost. El fruit és una càpsula esfèrica, de cosa d'1 cm de diàmetre, verda, grisenca en la maturitat.
Es pot confondre amb l'albó (Asphodelus aestivus), que viu a les brolles de les contrades mediterrànies, i amb el cebollí (Asphodelus fistulosus), planta més humil de les vores dels camins de terra baixa. És fàcil diferenciar-les, més que per les seues característiques, per l'hàbitat. Es cullen els seus tubercles de l'any, que solen ser més llisos i més grocs que els més vells.